# Єрмак Євген Михайлович
Євге́н Миха́йлович Єрма́к (*17 серпня 1938 — †24 листопада 2008) — педагог і вчений. Завідувач кафедри мостів та конструкцій ХІІТу у 1980—83 рр., завідувач кафедри мостів, конструкцій та будівель Харківського інституту інженерів залізничного транспорту (ХІІТу)у 1983?92 рр., доктор технічних наук, професор, академік Академії будівництва України, член президії Української асоціації металевих конструкцій.

## Біографічні відомості
Закінчив будівельний факультет Харківського інституту інженерів залізничного транспорту (ХІІТу) за спеціальністю «Промислове та цивільне будівництво»; у 1960—63 інженер, старший інженер, керівник групи будівельного відділу Державного проектного інституту «Казгіпрокольормет»; брав участь у проектуванні та прийманні в експлуатацію виробничих корпусів Усть-Каменогорського титано-магнієвого комбінату, Березівської збагачувальної фабрики; нагороджений Почесною грамотою Центрального комітету Всесоюзної ленінської комуністичної спілки молоді; аспірант, з 1966 — асистент, з 1970 — доцент кафедри будівельної механіки ХІІТу.
Єрмак захистив дисертацію, одержав науковий ступінь кандидата технічних наук за спеціальністю «Будівельна механіка» (1968); завідувач кафедри мостів та конструкцій ХІІТу (1980–1983); завідувач кафедри мостів, конструкцій та будівель ХІІТу (1893–1892); організував і провів реконструкцію лабораторної бази кафедри, що включала побудову двоповерхового навчально-лабораторного корпусу, його оснащення сучасним випробувальним обладнанням
Доцент кафедри будівельних матеріалів, конструкцій та споруд Української державної академії залізничного транспорту (УкрДАЗТ), завідувач секції мостів, конструкцій та будівель; захистив дисертацію й одержав науковий ступінь доктора технічних наук зі спеціальності «Будівельні конструкції, будівлі та споруди»; професор кафедри будівельних матеріалів, конструкцій та споруд УкрДАЗТ, завідувач секції мостів, конструкцій та будівель; обраний дійсним членом Академії будівництва України (2005).

## Науково-педагогічна діяльність
Єрмак був членом президії Української асоціації металевих конструкцій керівником харківського регіонального відділення, членом редколегій міжнародного журналу «Металеві конструкції» («Metal Constructions») і науково-виробничого журналу «Промислове будівництво та інженерні споруди», членом Спеціалізованої вченої ради з присудження наукового ступеня доктора технічних наук за спеціальністю «Будівельні конструкції, будівлі та споруди», експертом Державного архітектурно-будівельного контролю України, науковим консультантом Державних проектних інститутів «Діпрозаводтранс» та «Укрзалізничпроект», членом Науково-методичної ради транспортних вищих навчальних закладів країн СНД із спеціальності «Промислове та цивільне будівництво».

## Наукові інтереси
Основні напрямки наукової діяльності Є. М. Єрмака: удосконалення будівельних металевих конструкцій промислових будівель і споруд; розроблення методів і технологічних рішень з підсилення і підвищення надійності пошкоджених та перевантажених конструкцій на основі досліджень їх дійсної роботи під навантаженням та ревізії розрахункових передумов; дослідження причин аварійних пошкоджень конструкцій будов і мостів; методи їх натурних випробувань; розроблення заходів щодо гарантування безпеки споруд з урахуванням факторів зносу.

## Праці
Є. М. Єрмак є автором 142 публікацій, у тому числі 1 навчального посібника, 9 авторських свідоцтв на винаходи, монографії:
- Ермак Е. М. Действительная работа и расчетные модели стальных каркасов промышленных зданий. — Макеевка: ДонГАСА, 2002.- 189 с.